# Archaeoattacus
Genre
Le genre Archaeoattacus regroupe des lépidoptères (papillons) de la famille des Saturniidae.

## Taxonomie
Ce genre comprend 4 espèces actuelles :
- Archaeoattacus edwardsii (White, 1859)
- Archaeoattacus malayanus (Kurosawa & Kishida, 1984)
- Archaeoattacus staudingeri (Rothschild, 1895)
- Archaeoattacus vietnamensis (Naumann, Rougerie et Nassig, 2016)

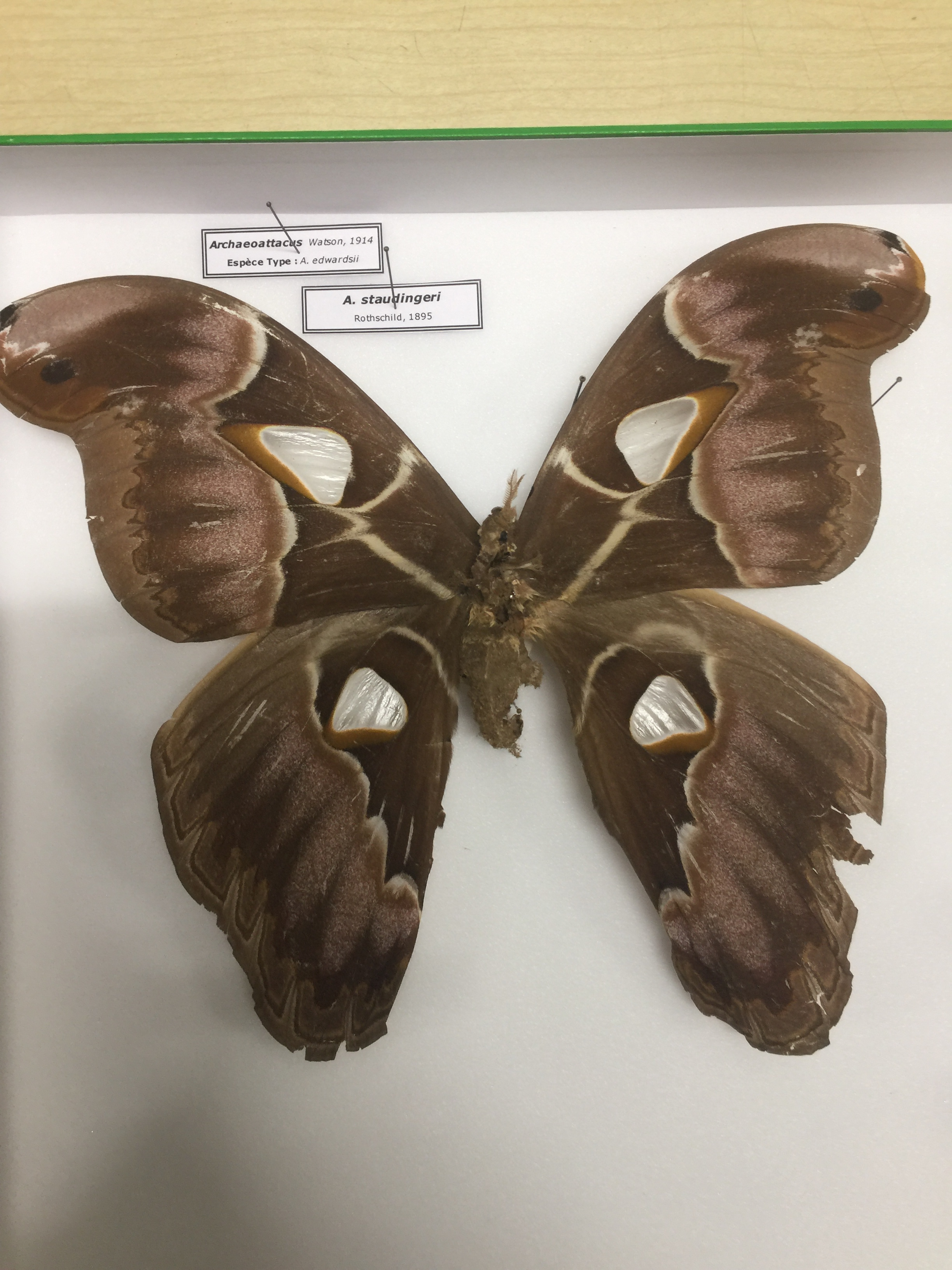
Archaeoattacus staudingeri femelle au MNHN de Paris
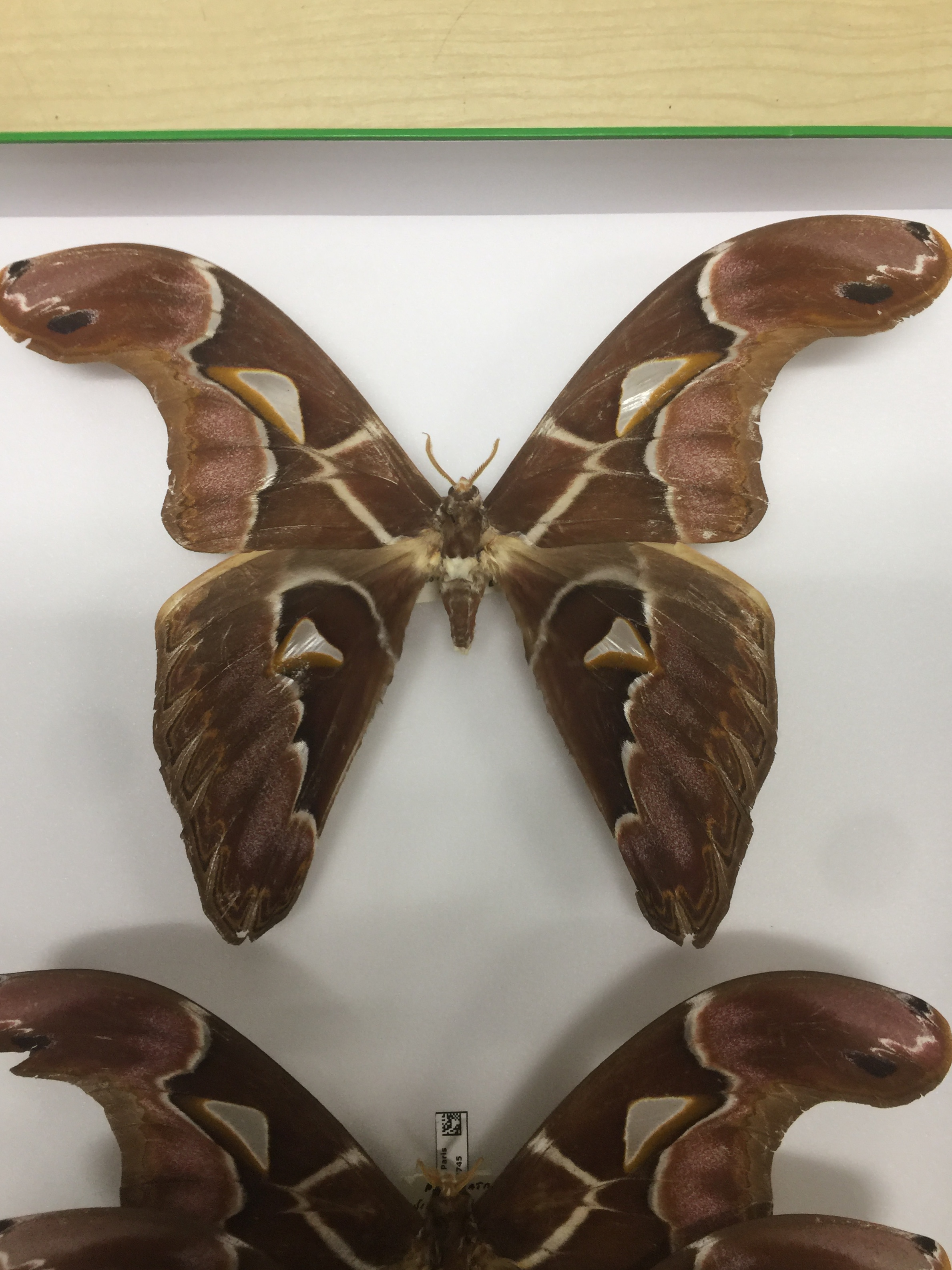
Archaeoattacus staudingeri male au MNHN de Paris